# Nicola Lalli
Nicola Roberto Lalli (Riccia, 12 aprile 1938 – Roma, 19 marzo 2009) è stato uno psichiatra e psicologo italiano.

## Biografia
Laureatosi con 110 e lode in medicina e chirurgia all'Università degli Studi di Napoli Federico II, si specializzò in neurologia e psichiatria all'Università degli Studi di Roma "La Sapienza" con 70 e lode.
Medico interno nel reparto psichiatrico "Cura donne" dal 1964 al 1969, in quel periodo effettuava delle esercitazioni teoriche e pratiche di clinica psichiatrica per gli studenti di medicina e chirurgia; iniziata l'attività di ricerca nel 1966 con degli studi di psicofarmacologia, dal 1969 cominciò a insegnare nelle scuole di specializzazione. Conseguita nel 1971 la libera docenza in malattie nervose e mentali, da quell'anno insegnò nei corsi di clinica psichiatrica e iniziò a interessarsi di psicologia clinica. Il diciannove gennaio 1973 nacque sua figlia Chiara Lalli.
A metà degli anni Settanta Giancarlo Reda, direttore dell'Istituto di psichiatria della Sapienza, aveva individuato in dei locali siti in via di Villa Massimo a Roma dei posti dove esercitare l'attività ambulatoriale psichiatrica. Lalli si spostò immediatamente nel Centro di Via di Villa Massimo in qualità di dirigente responsabile e iniziò a mettere in pratica in un primo momento la psicoterapia analitica breve. Dopo averne visti e sperimentati tutti i limiti, Lalli decise di cambiare orientamento e di approfondire e ampliare la psicoterapia dinamica; di questo periodo fu la collaborazione con il collega Massimo Fagioli.
Nel 1980 vinse il concorso per la cattedra di clinica psichiatrica e venne così nominato professore associato alla Sapienza. Entrato nel 1984 come aiuto nel Servizio autonomo di psichiatria e psicoterapia di Roma — un centro pubblico di psicoterapia —, il ventisette aprile 1988 ne divenne primario. Fu direttore della collana editoriale "Psichiatria e psicoterapia" di Liguori Editore.
Sposò in seconde nozze la psicologa e accademica Silvia Mazzoni.

## Opere
- Nicola Lalli, La psicoterapia analitica breve, Roma, Il Pensiero Scientifico Editore, 1974.
- Nicola Lalli, Il primo colloquio psichiatrico, Roma, La Goliardica, 1980.
- Nicola Lalli, Le psiconevrosi: fenomenologia e psicodinamica, Roma, Edizioni universitarie romane, 1988.
- Nicola Lalli, Manuale di psichiatria e psicoterapia, Napoli, Liguori Editore, 1991.
- Nicola Lalli, L'altra faccia della luna, Napoli, Liguori Editore, 1994.
- Nicola Lalli, Gabriele Cavaggioni e Paolo Fiori Nastro (a cura di), Il processo terapeutico in psicoterapia, Roma, Edizioni universitarie romane, 1994.
- Nicola Lalli, P. Janet: la passione sonnambulica, Napoli, Liguori Editore, 1996.
- Nicola Lalli, Lo spazio della mente: saggi di psicosomatica, Napoli, Liguori Editore, 1997.
- Nicola Lalli, L'isola dei Feaci. Percorsi psicoanalitici nella storia, nella clinica e nell'arte, Roma, Nuove Edizioni Romane, 1998.
- Nicola Lalli e Marco Bensi, Evoluzione e natura dell'uomo, Napoli, Liguori Editore, 2004.
- Nicola Lalli, Elementi di psicoterapia dinamica, Roma, Kappa editore, 2006.